# Áureo Melo
Áureo Bringel de Melo (Porto Velho, 15 de junho de 1924 — Brasília, 21 de janeiro de 2015) foi um advogado, jornalista, poeta, contista, pintor ,político brasileiro.

## Dados biográficos

### Vida profissional e acadêmica
Filho de Hugo Viveiros de Melo e Elvira Bringel de Melo. Após residir em Guajará-Mirim, formou-se advogado pela Universidade Federal do Amazonas em 1945. Em Manaus trabalhou como escrevente e oficial da secretaria do Tribunal de Justiça do Estado do Amazonas. Na capital amazonense dedicou-se ao jornalismoː fundou A Crítica, trabalhou no Diário da Tarde, no Jornal do Comércio e na Rádio Baré. Iniciou sua carreira com uma coluna chamada "Luva de Seda", também no Diário da Tarde.
Como escritor publicou as seguintes obras com seus poemas e sonetos: Luzes tristes (1945), Claro-escuro (1948), Presença do estudante Inhuc Cambaxirra e  As aureonaves (1985), Inspiração (1989), Como se eu fosse um cantador (1999), Onde está Gepeto?(1999), O muito bom sozinho (2000) e Heliotrópios adamantinos lácteos: suco de estrelas (2004). Dentre as instituições culturais a que pertenceu foi Membro da Academia de Letras de Brasília, Secretário Geral do Sindicato dos Escritores de Brasília, vice-presidente da Casa do Poeta de Brasília, Secretário Geral da Associação de Letras e Música, de Brasília, Membro do Instituto Histórico e Geográfico do Distrito Federal, membro da Associação de Procuradores Federais do Brasil e representante da União Brasileira de Escritores, em Brasília.

### Rio de Janeiro e Amazonas
Encerrado o Estado Novo houve eleições gerais em 1945 e nessa ocasião Áureo Melo fundou o PTB no Amazonas. Eleito deputado estadual em 1947, participando da Assembleia Estadual Constituinte sendo reeleito em 1950. No pleito de 1954 foi eleito deputado federal e assumiu a secretaria-geral da Liga de Emancipação Nacional, fechada em junho de 1955 por Juscelino Kubitschek sob acusação de infiltração comunista. A seguir ingressou na Frente Parlamentar Nacionalista, não se reelegendo em 1958. Nos anos seguintes (1959-1983) foi procurador de órgãos que precederam o atual Instituto Nacional de Colonização e Reforma Agrária.
Por divergências com o PTB do Amazonas, transferiu o domicílio eleitoral para o Rio de Janeiro onde trabalhou em jornais como: A Tarde, Diário Carioca, Gazeta de Notícias e O Jornal. Eleito suplente de deputado federal pela Guanabara em 1962, foi efetivado após a cassação de parlamentares devido ao Ato Institucional Número Um, baixado pelo Regime Militar de 1964 após a deposição de João Goulart. Filiado ao MDB não se reelegeu em 1966 e foi suplente também em 1978, quando retornou ao Amazonas.
Eleito segundo suplente do senador Fábio Lucena pelo PMDB em 1982, foi assessor da Câmara de Municipal de Manaus a partir de 1984. Às vésperas do pleito de 1986 tanto Lucena quanto Melo renunciaram com o fito de garantir a Gilberto Mestrinho um mandato de senador em eleição suplementar, contudo a recusa de Leopoldo Peres em participar da manobra malogrou o embuste. Assim Peres foi efetivado e Lucena foi "reeleito" naquele ano tendo Melo como primeiro suplente.
Áureo Melo foi efetivado em 18 de junho de 1987 após o suicídio de Fábio Lucena e participou da Assembleia Nacional Constituinte que elaborou a Constituição de 1988 e logo após a eleição de Fernando Collor para presidente em 1989 ingressou no PRN e foi um dos poucos a votar contra o impeachment do presidente na sessão de julgamento ocorrida em 29 de dezembro de 1992.
Em 1994 não disputou um novo mandato preferindo retornar à cidade do Rio de Janeiro onde foi candidato a vereador pelo PTB em 1996, mas não foi eleito.